# TNO Intestinaal Model
Het TNO Intestinaal Model (TIM) is een verzamelnaam voor verschillende systemen die het spijsverteringskanaal nabootsen. De modellen zijn computergestuurde systemen waarbij parameters van de natuurlijke maag- en darmfysiologie, waaronder temperatuur, peristaltiek, pH, galsecretie en de secretie van enzymen van speeksel, maag en alvleesklier dynamisch gereguleerd kunnen worden.
De modellen worden gebruikt voor onderzoek naar bijvoorbeeld de verteerbaarheid van voedsel en voedingscomponenten, de beschikbaarheid voor absorptie van eiwitten, vetten, mineralen, (in vet en water oplosbare) vitaminen en het vergelijken van het vrijkomen van geneesmiddelen uit verschillende formuleringen. Vanwege de hoge mate van modelleerbaarheid hebben de TIM-systemen een breed toepassingsgebied. Er kunnen specifieke condities gesimuleerd worden voor bijvoorbeeld ouderen, kinderen en bepaalde ziektebeelden. Het model leent zich ook voor de simulatie van het maag-darmkanaal van dieren (bijvoorbeeld hond of varken). De resultaten zijn reproduceerbaar en de systemen zijn voor veel onderzoeken een goed alternatief voor dierproeven.
Er bestaan verschillende systemen voor de maag en dunne darm (TIM-1 en Tiny-TIM) en een model voor de dikke darm, het colon (TIM-2). 
Het TIM-1-systeem bestaat uit een maag compartiment en drie compartimenten voor de dunne darm, het duodenum, jejunum en ileum. Het Tiny-TIM-systeem is een systeem bestaande uit een maagcompartiment en één enkel compartiment voor de verschillende delen van de dunne darm. In deze systemen kunnen op elk moment, uit elk compartiment, monsters afgenomen worden voor verschillende analyses.
TIM-2 simuleert de dikke darm met daarin de microbiota (bacteriën) zoals die ook bij de mens in de dikke darm zitten. In dit model kan de vergisting van niet-verteerde voedingscomponenten worden onderzocht (bijvoorbeeld voedingsvezels, prebiotica) en het vrijkomen van specifieke geneesmiddelen tegen (dikke)darmziekten.